# Франц Лехар
Франц Лехар (мађ. Lehár Ferenc, Коморан, 30. април 1870 — Бад Ишл, 24. октобар 1948) је био аустријски композитор мађарског порекла. Светску славу стекао је компоновањем оперета.

## Биографија
Франц Лехар важио је још као дете за успешног пијанисту. Са једанаест година компоновао је своју прву песму. Касније је студирао виолину на прашком конзерваторијуму. Своју музичку каријеру почео је као диригента у Вуперталу у Немачкој. Затим је постао диригента у војсци Аустроугарске, да би се придружио капели свог оца. Са капелом свог оца гостовао је у Пули, Трсту, Будимпешти и од 1899. до 1902. у Бечу. У Бечу је најзад остао, и након првих композиција од којих је могао да живи, посветио се компоновањем оперета.
Свој први велики успех доспео је 1905. оперетом „Весела удовица“. Следиле су успешне оперете „Гроф од Луксембурга“, „Земља смеха“, „Паганини“, „Царевић“ и друге. Поред оперета компоновао је две симфонијске песме, два концерта виолином, разну музику за филм, песме, игранке и музику за марш.
Иако ожењен Јеврејком Лехар није морао да напусти Аустрију у току нацистичке власти. Његов добар пријатељ и либретиста Фриц Ленер-Беда страдао је у Аушвицу. Лехар је своју вилу у Бад Ишлу завештао граду са обавезом да направе Лехар-музеј. Од својих прихода усвојио је Лехар-фонд за помоћ старим људима, који су без сопствене кривице запали у беду. Из фонда се нису смели подржавати млади таленти, пошто је Лехар сматрао да се прави таленти сами изборе, а он није желео да се ствара културни дилетантизам.
Франц Лехар важи заједно с Имреом Калманон, још једним мађарским композитором, за оснивача такозване „сребрне бечке оперетске ере“.